# Pluto il casanova
Pluto il casanova (Canine Casanova) è un film del 1945 diretto da Charles A. Nichols. È un cortometraggio animato della serie Pluto, prodotto dalla Walt Disney Productions e uscito negli Stati Uniti il 27 luglio 1945, distribuito dalla RKO Radio Pictures.

## Trama
Mentre va a spasso per la città, Pluto incontra Dinah e se ne innamora subito. Il cane fa delle avances per conquistarla, ma la bassotta si arrabbia molto e lo rifiuta. In seguito Dinah viene catturata dall'accalappiacani e Pluto va a salvarla. Nel canile Dinah subisce le attenzioni degli altri cani, compreso Butch. Per fortuna, Pluto riesce ad aprire la sua gabbia e a scappare con lei. Durante la fuga i due cani vengono inseguiti dal furgone dell'accalappiacani, ma Pluto gli lancia contro dei barili di legno pieni di chiodi, che forano le ruote del veicolo, sconfiggendo l'uomo. Tornati a casa, Dinah dà un bacio a Pluto in segno di ringraziamento e lui entra nella cuccia di lei, dove incontra anche i cinque cuccioli della cagnetta, con grande delusione di Pluto.

## Distribuzione

### Edizione italiana
L'unica battuta del film, pronunciata dall'accalappiacani, fu doppiata in italiano per la trasmissione televisiva; tuttavia in home video il cortometraggio è sempre stato incluso in lingua originale.

### Edizioni home video

#### VHS
- Serie oro - Pluto (ottobre 1985)[1]

#### DVD
Il cortometraggio è incluso nel DVD Walt Disney Treasures: Pluto, la collezione completa - Vol. 1.